# Effetto notte (tecnica)
Nel cinema, l'effetto notte (day for night in inglese) è una tecnica utilizzata per simulare un'ambientazione notturna anche se le riprese sono effettuate alla luce solare.
La ragione del ricorso a questa tecnica risiedette inizialmente nella necessità di sopperire a problemi fotografici dell'impressione della pellicola: al descrescere della luminosità occorre infatti una maggiore sensibilità della pellicola stessa, dato che nella ripresa cinematografica non è possibile agire sul tempo di esposizione, visto il ritmo prefissato (o poco espandibile) della successione dei fotogrammi. La sensibilità del film fu accresciuta solo negli ultimi decenni del Novecento, quindi occorreva girare in diurna ed applicare accorgimenti per ottenere appunto artificialmente l'effetto di una scena notturna.
Una delle soluzioni più usate fu quella di utilizzare filtri colorati davanti all'obiettivo, principalmente i filtri blu con pellicole a colori; una tecnica usata con le pellicole in bianco e nero consisteva nell'usare un filtro giallo, allo scopo di rendere nero il cielo. Oppure, quando lo sviluppo tecnologico lo consentì, la sottoesposizione.  
Le tecnologie digitali consentono oggi di effettuare riprese ordinarie, demandando alla postproduzione l'applicazione dell'effetto.  